# Liberali (Italia)
I liberali furono uno schieramento politico eterogeneo costituito da partiti politici, gruppi parlamentari e deputati indipendenti di area liberale e fedeli alla monarchia, per questa ragione anche detti costituzionali. I liberali, derivati dalla Destra e dalla Sinistra storica, non si dotarono di un'organizzazione unitaria, venendo così progressivamente emarginati dall'ascesa dei partiti di massa, in particolare del Partito Socialista Italiano (PSI) e del Partito Popolare Italiano (PPI). Con l'avvento al potere del fascismo, alcuni dei deputati liberali costituirono il Partito Liberale Italiano (PLI), mentre molti di loro di avvicinarono al Partito Nazionale Fascista (PNF), presentandosi alle elezioni del 1924 nella Lista Nazionale. Con la svolta autoritaria del fascismo e la promulgazione delle leggi fascistissime le associazioni e i partiti liberali furono messi al bando.

## Storia

### Il "trasformismo" tra Destra e Sinistra

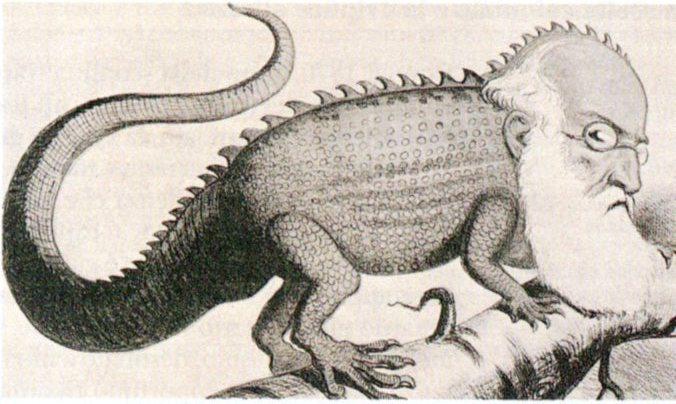
Caricatura di Agostino Depretis, ideatore del "trasformismo" e quindi rappresentato come un camaleonte

Con l'avvicinarsi delle elezioni a suffragio allargato del 1882, il leader della Sinistra e presidente del Consiglio Agostino Depretis in accordo con il leader della Destra Marco Minghetti, promosse una nuova strategia politica che prevedesse l'alleanza delle forze moderate di entrambi gli schieramenti allo scopo di ostacolare i liberali più progressisti e l'Estrema Sinistra repubblicana. Questa operazione, conosciuta come "trasformismo", portò quindi al progressivo disfacimento dei tradizionali schieramenti di Destra e Sinistra imperniando il sistema politico sul diretto rapporto tra il governo e il singolo deputato. Al trasformismo si opposero alcuni parlamentari della Destra intransigente e l'ala più progressista della Sinistra, che si costituì nella "pentarchia", un'alleanza tra Francesco Crispi, Giuseppe Zanardelli, Alfredo Baccarini, Benedetto Cairoli e Giovanni Nicotera, che presto si dotò di un proprio giornale, La Tribuna, senza però costituirsi in un gruppo parlamentare.
Questa formula politica iniziò a entrare in crisi durante i governi di Francesco Crispi, con la rinascita della Sinistra guidata da Giovanni Giolitti e la formazione di una nuova Destra industriale di provenienza lombarda. Nell'ambito della nuova Destra iniziò quindi a maturare l'idea di un partito liberale conservatore non più confinato solamente all'ambito parlamentare, ma che nascesse dalle associazioni liberali già presenti sul territorio nazionale quali l'Associazione costituzionale o il Circolo Popolare. Nell'aprile del 1899 Giovanni Borelli, direttore de L'idea liberale, riuscì così a convocare a Milano il "Congresso fra Associazioni liberali conservatrici monarchiche italiane", che nonostante l'ampia partecipazione non riuscì a produrre effetti concreti. Un tentativo simile fu compiuto nel 1897 anche da Sidney Sonnino, che nel celebre articolo Torniamo allo Statuto propose la nascita di un nuovo grande partito liberale e conservatore in funzione anticlericale e antisocialista, ma la sua proposta rimase minoritaria nello schieramento liberale e non fu ulteriormente sviluppata.
Nei primi anni del XX secolo l'Estrema Sinistra risultava ormai strutturata: il Partito Socialista Italiano, forte di una fitta rete di cooperative e organizzazioni sindacali, contava nel 1909 ben 29000 iscritti, il Partito Repubblicano Italiano 35000, mentre l'Estrema Sinistra tradizionale nel 1904 si era costituita nel Partito Radicale e poteva contare su circa 6000 aderenti e un nutrito gruppo parlamentare. Di converso lo schieramento liberale, ora a sostegno dei governi di Giovanni Giolitti, rimase ancora sostanzialmente privo di organizzazioni partitiche nazionali continuando a incentrare la propria struttura politica sul rapporto tra singolo deputato e governo. Nonostante ciò l'età giolittiana vide la nascita dei primi partiti di area liberale. L'ala più progressista portò avanti l'eredità di Giuseppe Zanardelli, costituendo nel 1904 il gruppo parlamentare della "Sinistra democratica" (anche conosciuto come dei gruppo dei "democratici costituzionali") che a partire dal 1907 iniziò a operare in stretto contatto con l'associazione romana del Partito Democratico Costituzionale. L'ala più moderata si raccolse invece attorno alla figura di Sidney Sonnino, andando così a costituire in parlamento il "Centro sonniniano" che però non riuscì mai ad organizzarsi in partito o in gruppo parlamentare, pur agendo come tale e riuscendo a influenzare l'opinione pubblica tramite Il Giornale d'Italia, fondato nel 1901. Nel 1911 la componente più reazionaria e nazionalista dello schieramento liberale si riunì invece nei "giovani liberali", presto soprannominati i "giovani turchi" in quanto forti sostenitori della guerra di Libia. In parlamento i "giovani turchi" costituirono un gruppo parlamentare composto da una quindicina di deputati, e promossero la nascita di un grande partito liberale conservatore, deliberando al convegno di Firenze del settembre 1911 l'unione delle associazioni liberali in una "Federazione Liberale", ma a causa della guerra coloniale il progetto non ebbe seguito.

### I liberali nella Grande guerra
Nel 1913 si tennero le prime elezioni a suffragio allargato (il corpo elettorale triplicò) e lo schieramento liberale si presentò più organizzato rispetto alle tornate elettorali precedenti. Il 1913 vide infatti la nascita del primo partito di carattere nazionale dello schieramento liberale, il Partito Democratico Costituzionale Italiano (PDCI), in cui confluirono i liberali più progressisti e alcune correnti della massoneria e del riformismo giolittiano. Alcuni riformisti fedeli a Giovanni Giolitti si riunirono invece nel gruppo della "Sinistra liberale-democratica", mentre i parlamentari vicini ad Antonio Salandra provenienti dal "Centro sonniniano" e dalle file dei "giovani turchi", costituirono il gruppo parlamentare "liberale di Destra". A questi tre gruppi facevano capo tre diverse idee del mondo liberale: la "Sinistra liberale-democratica" perseguiva l'idea della "sana democrazia", ovvero di un partito liberale riformista teso ad accogliere le istanze dei socialisti e della società; viceversa i "liberali di Destra" proponevano una "politica nazionale" volta a riaffermare l'autorità dello Stato privilegiando il rapporto con clericali e nazionalisti; infine la "Sinistra democratica" perseguiva l'idea della "concentrazione democratica", ovvero la convergenza dei partiti liberali con i radicali e i socialisti riformisti. Nelle elezioni del 1913 i liberali portarono alla Camera 307 deputati dello schieramento liberale, di cui circa metà associati a un gruppo parlamentare. Il gruppo più corposo, con circa ottanta deputati, era quello "liberale di Destra", seguivano poi la "Sinistra liberale-democratica" con una trentina di deputati e la "Sinistra democratica" con circa trenta appartenenti. Tra questi gruppi la "Sinistra democratica" era l'unica ad essere affiliata a un partito politico, il PDCI, pur includendo esponenti indipendenti comunque provenienti dell'ala zanardelliana. Dopo le elezioni inoltre il quarto governo Giolitti continuò a governare, ma le polemiche seguite al "patto Gentiloni" (ovvero l'inclusione di candidati clericali nelle liste liberali) provocò nel marzo del 1914 la rottura con i radicali e quindi uno sbilanciamento verso la destra salandrina della maggioranza; Giolitti decise quindi di rassegnare le dimissioni e al suo posto si insediò il nuovo governo di Antonio Salandra.
Con la crisi di luglio del 1914 e lo scoppio della prima guerra mondiale, lo schieramento liberale si divise tra neutralisti ed interventisti. A settembre, la "Sinistra democratica" in accordo con i socialisti riformisti si schierò nettamente a favore dell'intervento al fianco dell'Intesa (il cosiddetto "interventismo democratico") richiedendo la costituzione di un "Ministero nazionale", ipotesti rifiutata da Salandra, ma che portò comunque a dicembre l'allargamento della maggioranza ai radicali e ai socialisti riformisti. A partire dal gennaio 1915, gli interventisti democratici iniziano a minare la fragile maggioranza neutralista, alimentando diffidenze verso Giolitti e costringendolo a esporsi politicamente. Nonostante ciò, Giolitti convinse Salandra a proseguire le trattative con gli Imperi centrali per conservare la neutralità italiana, ma in seguito alla firma da parte del governo del patto di Londra, il 24 maggio 1915 l'Italia entrò nella prima guerra mondiale al fianco dell'Intesa. L'andamento della guerra però non fu però favorevole per l'Italia, così il 10 giugno 1916, in seguito alla sconfitta nella battaglia degli Altipiani, il presidente del Consiglio dei ministri Antonio Salandra fu sfiduciato dal parlamento e prese il suo posto il liberale di Destra Paolo Boselli. Nel marzo del 1917 il governo Boselli dovette affrontare l'insoddisfazione degli interventisti liberali e democratici per l'andamento deludente della guerra, che per fare pressioni sul governo e sul ministro dell'interno Vittorio Emanuele Orlando, giudicato non abbastanza severo nella repressione del neutralismo (spregiativamente chiamato "disfattismo" dagli interventisti), costituirono il "Comitato di azione nazionale" a cui aderirono sessanta deputati. In seguito ai moti di Torino del 22 agosto 1917, i deputati interventisti reagirono obbligando alle dimissioni il capo di gabinetto Camillo Corradini e il capo della polizia Giacomo Vigliani e votarono un decreto proposto dal radicale Ettore Sacchi per sanzionare penalmente i "disfattisti". Di fronte a questa situazione i neutralisti di area liberale si riunirono nell'Unione parlamentare, mentre gli interventisti nel Fascio parlamentare di difesa nazionale.

## Coalizioni
Lo schieramento dei Liberali è arrivato a comprendere diverse liste, i cui simboli elettorali consistevano solitamente in una torcia, oppure uno scudo con aquila o vari utensili di lavoro. Tra queste liste si distinguono:
- Partito Liberale
- Partito Liberale Nazionalista (Presente solo a Roma)
- Partito Costituzionale
- Partito Liberale Costituzionale
- Partito di Concentrazione Costituzionale
- Partito dei Liberali Indipendenti
- Blocco di Costituzionali e Combattenti (dal 1919)

E fino al 1919, anno in cui uscirono, formando il Partito Democratico Sociale Italiano:
- Partito Democratico
- Partito Democratico Sociale
- Partito Democratico Popolare
- Partito Democratico Costituzionale
- Partito Costituzionale Democratico Riformista
- Partito dei Democratici Indipendenti
- Blocco Democratico
- Blocco di Concentrazione Democratica

E fino al 1919, anno in cui uscirono, formando il cartello delle liste concordate di liberali, democratici e radicali:
- Partito Democratico Liberale
- Partito dei Liberali Democratici Indipendenti
- Partito Liberale Democratico
- Partito Monarchico Liberale
- Blocco Liberale Democratico
- Blocco Democratico Liberale

La coalizione ottenne il 47,6% dei voti nel 1913 e l'8,6% nel 1919. Nel 1922 si fuse formando un partito vero e proprio, il Partito Liberale Italiano.